# طرح صالحین
طرح تربیتی صالحین
چند سال است که به صورت گسترده در کشور ایران برگزار می‌شود و یکی از گسترده‌‌ترین طرح‌های بسیج سپاه پاسداران است. این طرح بعد از انتخابات ریاست جمهوری دهم برای تغییر در نظام آموزش فکری اعضای این سازمان اجرا شد. در این طرح اعضا در جلساتی که لزوما به شکل حلقه برگزار می‌شود، از طریق مشارکت در بحث، سؤال و جواب و ارائه مطلب، روند یادگیری بسیار مؤثرتری را نسبت به کلاس‌های مدرسه در تعلیم مسائل دینی و مهارتی طی می‌کنند.
در این طرح مربیانی از حوزه‌علمیه و دانشگاه ضمن ارائه محتوای اسلامی ، روایات معصومین و تحلیل سیاسی به جذب و سازماندهی نیروهای بسیج می‌پردازند.

## ویژگی‌ها
طرح صالحین
عنوان طرحی است که در کشور ایران در مساجد و پایگاه‌های بسیج برگزار می‌شود و در آن گروه‌های جوانان و نوجوانان همسن و سال مسجدی در یک حلقه در مسجد گرد هم می‌آیند و یک نفر با عنوان سرگروه حلقه ضمن دوستی و رفاقت با آنان آموزه های دینی و تربیتی را در کلام و عمل و رفتار به بچه ها یاد می دهند
طرح صالحین 
گرچه شباهت‌هایی با دیگر طرح‌های ایدیولوژیک دارد، از لحاظ مدل پیاده‌سازی تفاوت شاخصی با آن‌ها دارد. بر خلاف دیگر طرح‌ها، که در کلاس‌های مدرن و با تدریس معلم به دانش آموزان برگزار می‌شود طرح صالحین بر اساس مدل حوزه علمیه طراحی شده‌است. دانش آموزان حلقه‌های تربیتی مشتمل بر ۱۵ تا ۲۰ نفر تشکیل می‌دهند و جلسات همچون حوزه علمیه برگزار می‌شوند. یک بسیجی یا طلبه بلندپایه از سوی فرمانده بسیج به عنوان مربی انتخاب شده و مسئول تشویق دانش آموزان به شرکت در مباحثات یا سؤال پرسیدن دربارهٔ اسلام، ایدئولوژی یا مسائل جاری می‌شود. از مربی نیز انتظار می‌رود پاسخ‌های قانع‌کننده ای بدهد. متقاضیان مربیگری باید یک برنامه آموزشی فشرده را که طرح صالحین و نیز وظایف طرح‌ریزی شده از سوی نماینده بسیج برای آموزش و تربیت را پوشش می‌دهد بگذراند. سردار محمدرضا نقدی فرمانده وقت بسیج در سال ۲۰۱۰ گفت شرکت در طرح‌های مثل صالحین لازمه عضویت فعال در بسیج است.
مهمترین هدف طرح صالحین
یادگیری مباحث دینی مذهبی است. در واقع اعضا با شرکت در طرح صالحین می‌توانند مباحث دینی را به خوبی یاد بگیرند .اعضا علاوه بر شرکت در سمینارها می توانند در طول هفته با هم‌زمان بگذارنند و در فعالیت‌های گروهی چون دیدار از خانواده شهدا، دیدار قبور شهدا، کوهنوردی و اردو شرکت کنند. مربی مسئولیت دارد رابطه اش را با دانش آموز خارج از پایگاه بسیج حفظ کند و او را در زندگی روزمره اش هدایت و به او کمک کند. به گفته فرمانده بسیج انتظار می‌رفته شمار این حلقه‌های مباحثاتی تا سال ۲۰۱۴ به ۴۰۰ هزار برسد.
سرگروه ها همواره در برنامه هایی بسیاری از اصول اخلاقی و تربیتی روز جامعه واسلام را به اعضای طرح صالحین آموزش میدهند و مشکلات شخصیتی خانوادگی و جنسی آنان را تا حل پیگیری میکنند.

## حلقه صالحین
به گروه‌های همسن و سال تشکیل شده در طرح صالحین حلقه صالحین می‌گویند. که به ترتیب رده های سنی تفکیک شده اند و مدیریت حلقه های صالحین به عهده معاونت تعلیم و تربیت پایگاه میباشد.

## سرگروه ، مربی ومسئول صالحین
به نفر مدیر و مسئول اداره حلقه صالحین که فردی است با اطلاعات کاملتر و قدرت بیان بهتر، سرگروه یا همان سرحلقه می‌گویند.
حلقه متشکل از سرگروه‌ها زیر نظر مربی صالحین اداره و خطدهی می‌شود.
و مربی در پایگاه نیز زیر مجموعه سرمربی حوزه میباشد و مسولیت اداره کل حلقه های صالحین پایگاه ها بعهده معاونت تعلیم وتربیت حوزه میباشد.
(سفیران صالحین صالحین)

## برخی منابع خبری طرح صالحین
رشد ۷۰ درصدی طرح صالحین در استان بوشهر
مسئول طرح صالحین سپاه جهرم: طرح صالحین برای مقابله با ناتوی فرهنگی است
سردار غیب پرور: هدف اصلی طرح صالحین تربیت انسان‌های مدافع انقلاب اسلامی است
راه‌اندازی حلقه‌های صالحین بهترین راه مقابله با جنگ نرم
طرح صالحین ابزار توانمند مقابله با جنگ نرم است
۳ هزار حلقه تربیتی صالحین در غرب اصفهان تشکیل شد
طرح صالحین یک پروژه بزرگ تربیتی و معرفتی در کشور است
حلقه‌های صالحین ادامه دهنده راه انقلاب اسلامی هستند
«کیفی سازی طرح صالحین از اولویتهای سازمان بسیج دانش آموزی است»
طرح صالحین در جلوگیری از انحراف جوانان مؤثر است
رهبر جمهوری اسلامی در مورد حلقات صالحین:

این حلقات «صالحین»، از کارهای بسیار خوب و برجسته است و در طریق همین تکمیل بسیج قرار دارد که ان‌شاءالله روز به روز باید آن را کاملتر کرد. کیفیتها باید بالا برود؛